# Nālandā

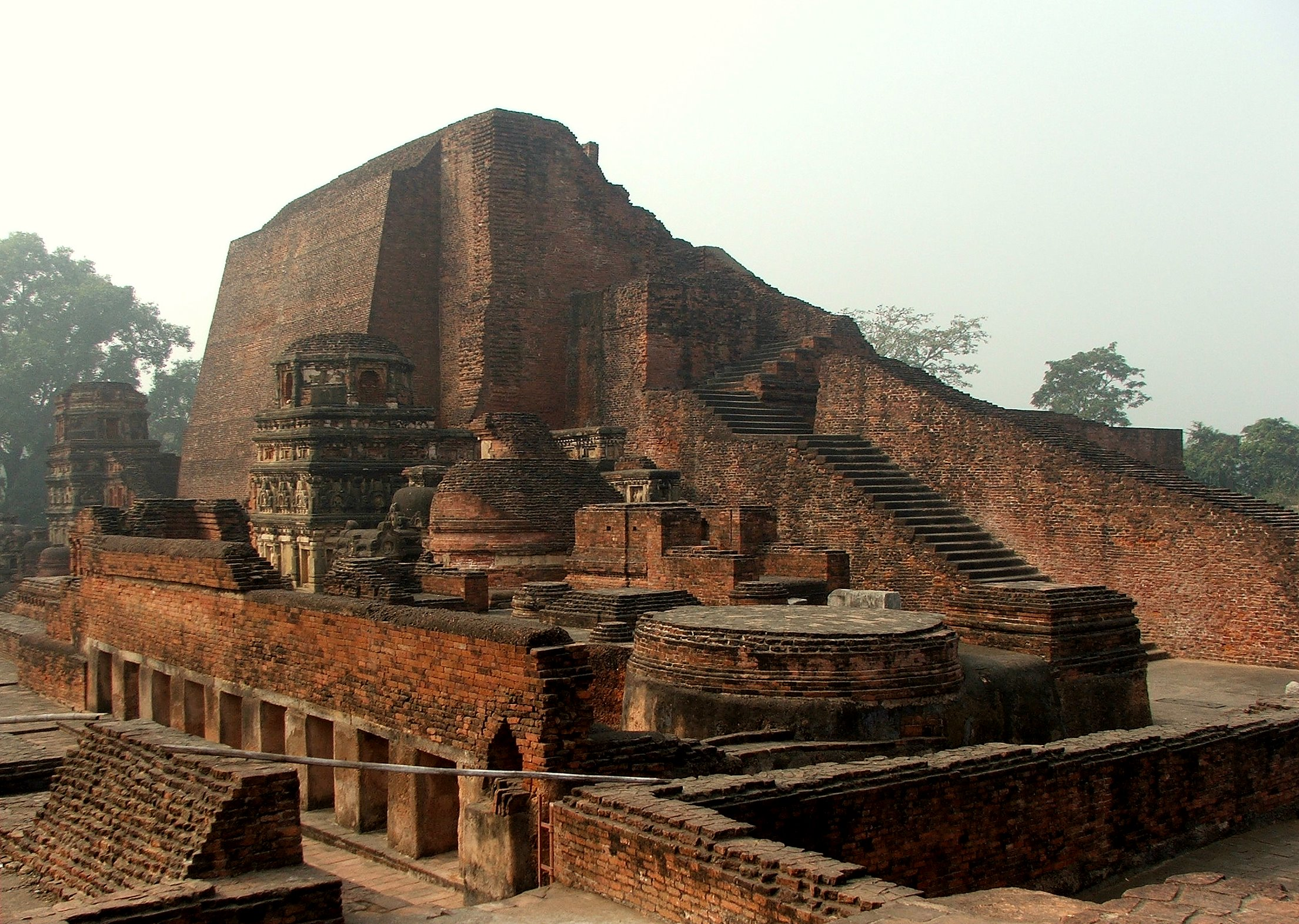
Lo stupa di Śāriputra a Nālandā.

Nālandā (Hindi: नालन्दा, cinese 那爛陀 Nalantuo, giapponese: Naranda, Nāranda) fu la più importante università buddista dell'India antica. Essa era situata nella regione di Magadha, a 11 chilometri da Rajgir, in un luogo visitato più volte dal Buddha Shakyamuni. 
Per questa ragione furono qui eretti, nel V secolo a.C. gli stūpa a ricordo di due dei suoi principali discepoli: Śāriputra e Maudgalyāyana (pali: Moggallāna). Nel II secolo a.C. l'imperatore Aśoka, della dinastia dei Maurya, vi costruì un tempio e nel II secolo d.C. vi furono eretti un monastero ed altri otto templi dai monaci di scuola mahāyāna. 
In questo importante centro religioso e culturale si insegnavano discipline sia teologiche, buddistiche e brahmaniche, sia scientifiche, quali quelle mediche e astronomiche.

## Storia
Fra i primi abati del monastero (II secolo) vi furono Avitarka, Rāhulabadra e Nāgārjuna. Quest'ultimo Patriarca di tutte le scuole mahāyāna e vajrayāna. Anche Āryadeva vi insegnò così come tutti i principali maestri del buddismo mahāyāna e vajrayana. Qui Aśvaghoṣa fu convertito al Buddismo da Pārśva.
Poco dopo Āryadeva, Nālandā fu distrutta da una incursione di barbari. Il re Buddhapakṣa (III secolo) la fece ricostruire. Successivamente vi insegnarono come abati Asaṅga e Vasubandhu. La dinastia Gupta (IV-VI secolo) fu molto favorevole al centro di Nālandā e Kumaragupta (regno: 413-455) ne costruì il tempio centrale. Qui, nel VII secolo, ci fu il celebre dibattito tra lo studioso mādhyamika Candrakīrti e quello cittamātra Candragomin. Qui fu recitato da Śāntideva (VIII secolo) il Bodhicharyāvatāra.
Al suo massimo splendore, Nālandā possedeva più di 100 aule di insegnamento, 8 sale monastiche, 11 monasteri con 300 dormitori dove risiedevano almeno 3000 monaci-studenti ammessi dopo un severo esame. 
Uno splendore durato fino alla fine del XII secolo, quando una invasione musulmana guidata da Muhammad Khalji nel 1193 la raderà al suolo trucidando tutti i monaci. Interessante è la testimonianza di un pellegrino e traduttore tibetano, Dharmasvamin (tibetano: Chag Lo-tsa-ba, 1197-1264), il quale giunto quarant'anni e alcuni mesi dopo l'incursione musulmana vi trovò solo un vecchio monaco sopravvissuto di novant'anni, Rahulasribhadra, che tra le rovine insegnava il sanscrito a qualche decina di giovani discepoli. Avvertiti del sopraggiungere di nuove truppe musulmane, Dharmasvamin convinse il vecchio monaco a porsi in salvo, portandolo egli stesso sulle spalle insieme ad un po' di cibo e a qualche sutra scampato agli incendi. Questa è l'ultima testimonianza su Nālandā.

## Monastero
Nel 1915 furono scoperti i primi resti archeologici e iniziati gli scavi che termineranno solo nel 1985 mostrando al mondo l'antico splendore di Nālandā.
La struttura si sviluppa per oltre 450 metri ed una larghezza di 220 metri e si caratterizza per un ingresso principale posto a nord, otto monasteri ed est e monumenti stupa e templi nella parte occidentale.
Il principale materiale usato per la costruzione della struttura è il mattone cotto. Il <<Tempio Principale>> è stato ricostruito ben sette volte conservando nel corso dei secoli la struttura a pianta quadrata, ed è impreziosito da stupa di Buddha e di Bodhisattva.
Il complesso monastico, costruito in mattoni (le pietre di cava a volte servivano come materiale di riempimento), comprendeva edifici di 9 piani e numerosi templi e monasteri nel periodo di massimo splendore. Si dice che la biblioteca contenesse 9 milioni di libri. Era quindi il più grande centro di insegnamento del mondo antico.

## I diciassettepaṇḍitadi Nālandā
Una tradizione relativa al Canone tibetano elenca diciassette paṇḍita che furono alla guida dell'università monastica di Nālandā (l'ordine non è strettamente cronologico):
1. Nāgārjuna (II secolo)
2. Āryadeva (II-III secolo)
3. Asaṅga (IV secolo)
4. Vasubandhu (IV secolo)
5. Dignaga (480-540)
6. Buddhapālita (470 – 550)
7. Ārya Vimuktisena (VI secolo)
8. Gunaprabha (VI secolo)
9. Bhāvaviveka (500-578?)
10. Candrakīrti (VI-VII secolo)
11. Dharmakīrti (VII secolo)
12. Śāntideva (685?-763?)
13. Śāntarakṣita (VIII secolo)
14. Kamalaśīla (713-763)
15. Haribhadra (VIII secolo)
16. Śākyaprabha
17. Atiśa (980-1054)